# Pelago
Pelago – miejscowość i gmina we Włoszech, w regionie Toskania, w prowincji Florencja.
Według danych na rok 2004 gminę zamieszkiwało 7267 osób, 134,6 os./km².